# عسر البلع العجيب
عسر البلع العجيب (أو عسر بلع بايفورد أوثينريث) هو حالة غير طبيعية تتسم بصعوبة في البلع يتسبب فيها الشريان تحت الترقوي الأيمن الشاذ. وقد اكتشفه ديفيد بايفورد عام  1974

## المسماة
أطلق ديفيد بايفورد عليه عسر البلع العجيب لأنه في اللغة اللاتينية لوسوس ناتورا (lusus naturæ) تعني غرابة الطبيعة أو شذوذ الطبيعة. ترجع تسمية مصطلح عسر بلع بايفورد أوثينريث إلى بايفورد وأوثينريث.

## الفسيولوجيا المرضية
أثناء نمو قوس الأبهر، إذا كان الجزء الداني للقوس الرابع الأيمن مختفيًا بدلاً من الجزء القاصي، يرتفع الشريان تحت الترقوي كآخر فرعٍ للقوس الأبهر. وهو حينئذٍ يقع خلف المريء (أو في حالاتٍ نادرة أمام المريء أو حتى أمام الرغامى) لإمداد الذراع الأيمن بالدم. وهذا ما يسبب ضغطًا على المريء ويؤدي إلى عسر البلع. ويمكن أن يؤدي أحيانًا إلى نزيفٍ في القناة الهضمية العُليا.

## العلاج
يتم بإجراء عملية لإصلاحه.